# Ministero dello sviluppo, dei lavori pubblici e dell'amministrazione
Il Ministero dello sviluppo, dei lavori pubblici e dell'amministrazione (in rumeno: Ministerul Dezvoltării, Lucrărilor Publice și Administrației - MDLPA) è un dicastero del governo rumeno, in funzione come Ministero dello sviluppo regionale e della pubblica amministrazione dal 22 dicembre 2012 al 4 gennaio 2017, quando è stato fuso con il Ministero dei fondi europei, creando così una nuova struttura governativa, il Ministero dello sviluppo regionale, della pubblica amministrazione e dei fondi europei. Il MDRAP è stato istituito riorganizzando il Ministero dello sviluppo regionale e del turismo (2009-2012) e rilevando l'attività nel campo della pubblica amministrazione, delle strutture e delle istituzioni specializzate in questo campo dal Ministero dell'amministrazione e dell'interno, secondo l'Ordinanza di Emergenza n. 96 del 22/12/2012.

## Organizzazione
Struttura organizzativa:
- La struttura gestionale del Ministero dello Sviluppo Regionale e della Pubblica Amministrazione Archiviato il 9 gennaio 2018 in Internet Archive.

Diagramma organizzativo:
- L'organigramma del Ministero dello Sviluppo Regionale e della Pubblica Amministrazione Archiviato il 9 gennaio 2018 in Internet Archive.

Istituzioni coordinate dal MDLPA:
- Agenzia nazionale dei dipendenti pubblici (ANFP)
- Autorità di regolamentazione nazionale per i servizi di comunità e di utilità pubblica (ANRSC)
- Ispettorato statale per la costruzione Archiviato il 12 dicembre 2010 in Internet Archive. (ISC)
- Agenzia nazionale per il catasto e la registrazione del terreno (ANCPI)

Istituzioni sotto l'autorità del MDLPA:
- Agenzia nazionale per gli alloggi Archiviato il 10 gennaio 2018 in Internet Archive. (ANL)
- Società di investimenti nazionali (CNI)

Agenzie di sviluppo regionale (ADR):
- ADR Nord-Est
- ADR Sud-Est
- ADR Sud Muntenia
- ADR Sud-Vest - Oltenia
- ADR Vest
- ADR Nord-Vest
- ADR Centru
- ADR Bucuresti - Ilfov

Uffici per la cooperazione transfrontaliera:
- Ufficio regionale per la cooperazione transfrontaliera - Oradea - per il confine Romania-Ungheria
- Ufficio regionale per la cooperazione transfrontaliera - Calarasi - per il confine Romania-Bulgaria
- Ufficio regionale per la cooperazione transfrontaliera - Suceava - per il confine Romania-Ucraina
- Ufficio regionale per la cooperazione transfrontaliera - Timișoara - per il confine Romania-Serbia e Montenegro
- Ufficio regionale per la cooperazione transfrontaliera - Iași- per il confine Romania-Moldavia

## Critica
Nel settembre 2016, un rapporto ExpertForum ha mostrato che il Ministero dello Sviluppo, guidato da Liviu Dragnea e Vasile Dancu, ha assegnato negli ultimi quattro anni non meno di 5,7 miliardi di lei dal Programma Nazionale di Sviluppo Locale senza alcuna giustificazione oggettiva, ma solo sulla base del clientelismo di partito.